# Zenit (cohete)

Zenit, (escrito Зеніт en ucraniano y Зени́т en ruso) es un cohete desarrollado por la Oficina de diseño Yuzhnoye (OKB-586) en la década de los años 1980 como parte del programa del cohete Energía, siendo cuatro Zenit los impulsores principales de este poderoso cohete soviético. Añadiendo una segunda etapa a estos cohetes impulsores, podrían colocar cargas en órbita por sí mismos.
Con la disolución de la Unión Soviética, la Oficina de diseño Yuzhnoye (OKB-586) permaneció como propiedad del estado ucraniano, con lo que Rusia pasó a depender de Ucrania para obtener los cohetes Zenit.  
Los Zenit se construyen en Ucrania y Rusia, que provee los motores del cohete. Sin embargo, los rusos han comenzado el desarrollo de un cohete que elimine esta dependencia, el Angara.
Los cohetes Zenit se utilizan actualmente como portadores comerciales y se lanzan desde el cosmódromo de Baikonur, en Kazajistán. También se lanzan desde una plataforma flotante en el océano Pacífico perteneciente al consorcio Sea Launch.
El futuro del Zenit, una vez los cohetes Angara estén en funcionamiento, no está claro, aunque Rusia tiene planes de poner en servicio una versión mejorada llamada Zenit-3SLB para lanzamientos comerciales que deben competir con el Sea Launch.
- Datos: Q1748964
- Multimedia: Zenit (rocket) / Q1748964